# Armia Południowa (Austria)
Armia Południowa – jedna z dwóch armii Cesarstwa Austriackiego, operująca na południu kraju, istniejąca do 1867.
W 1866 składała się z 3 korpusów:
- V Korpus Cesarstwa Austriackiego (dowódca ks. Ernest Lichtenstein),
- VII Korpus Cesarstwa Austriackiego (dowódca feldmarszałek-porucznik Marvicich),
- IX Korpus Cesarstwa Austriackiego (dowódca feldmarszałek-porucznik Ernst Hartung).

W skład Armii Południowej wchodziły ponadto 4 pułki huzarów, 2 pułki ułanów, 15 kompanii inżynieryjnych, 22 kompanie artylerii garnizonowej, 3 parki artyleryjskie, 11 pułków graniczarów. W sumie było to 186 324 żołnierzy służby liniowej oraz 6096 żołnierzy służb pomocniczych.
Dowództwo Armii w 1866 objął arcyksiążę Albrecht Fryderyk Habsburg, szefem sztabu został feldmarszałek-porucznik Franz von John.
Armia brała udział w wojnie prusko-austriackiej.

## Literatura
- Ryszard Dzieszyński – „Sadowa 1866”, Warszawa 2007, ISBN 978-83-11-10811-0.